# Эспарцет Палласа
Эспарцет Палласа (лат. Onobrychis pallasii) — вид травянистых растений рода Эспарцет (Onobrychis) семейства Бобовые (Fabaceae).
Вид назван в честь немецкого естествоиспытателя Петра Симона Палласа.

## Ботаническое описание
Многолетние травы. Стебли крепкие, толстые, прямые, до 80—90 см высотой, вверху слабо ветвистые, покрытые длинными оттопыренными волосками. Прилистники свободные, но приросшие к черешку, треугольно-ланцетные, заострённые, 10—13 мм длиной, густо-волосистые. Прикорневые листья на недлинном черешке, изредка состоят из одного округло-яйцевидного листочка, обычно же 4—6-парные с оттопыренными волосистыми черешками; листочки их округло-яйцевидные, 20—30 см длиной, до 25 мм шириной. Верхние листья 5—8-парные, на недлинных черешках; листочки их яйцевидные, кверху суженные и острые или заострённые, 20—30 мм длиной, до 15 мм шириной, у верхних листьев у́же, сверху голые, снизу густо и прижато, иногда почти шелковисто пушистые.
Кисти на крепких ножках, превышают листья, при плодах доходят до 30 см; прицветники линейные, около 5 мм длиной; цветоножки около 2 мм длиной. Чашечка 8 мм длиной; пушистая; зубцы её из треугольного основания ланцетно-шиловидные, в 1½ раза длиннее трубочки. Венчик (16) 18—20 мм длиной, жёлтый, с пурпуровыми полосками; флаг почти округлый, выемчатый; крылья около 6 мм длиной. Боб 14—16 мм длиной, коротко и серовато пушистый, по диску ячеистый, без зубцов, реже с короткими зубчиками, около 0,5 мм длиной. Цветение и плодоношение в июне — августе.

## Распространение
Эндемик Крыма. На травянистых склонах, холмах, по опушкам.

## Охрана
Вид внесён в Красные книги Украины, России и некоторых субъектов России:
- Республика Крым (охраняется в Карадагском заповеднике, природном парке «Белая Скала», на территории памятника природы «Бельбекский каньон»)[3];
- Севастополь (необходимо создать новые ООПТ в местообитаниях вида)[4].